# Wercklea pseudoferox
Wercklea pseudoferox là một loài thực vật có hoa trong họ Cẩm quỳ. Loài này được (Hochr.) Fryxell miêu tả khoa học đầu tiên năm 1981.